# Bettwärmer

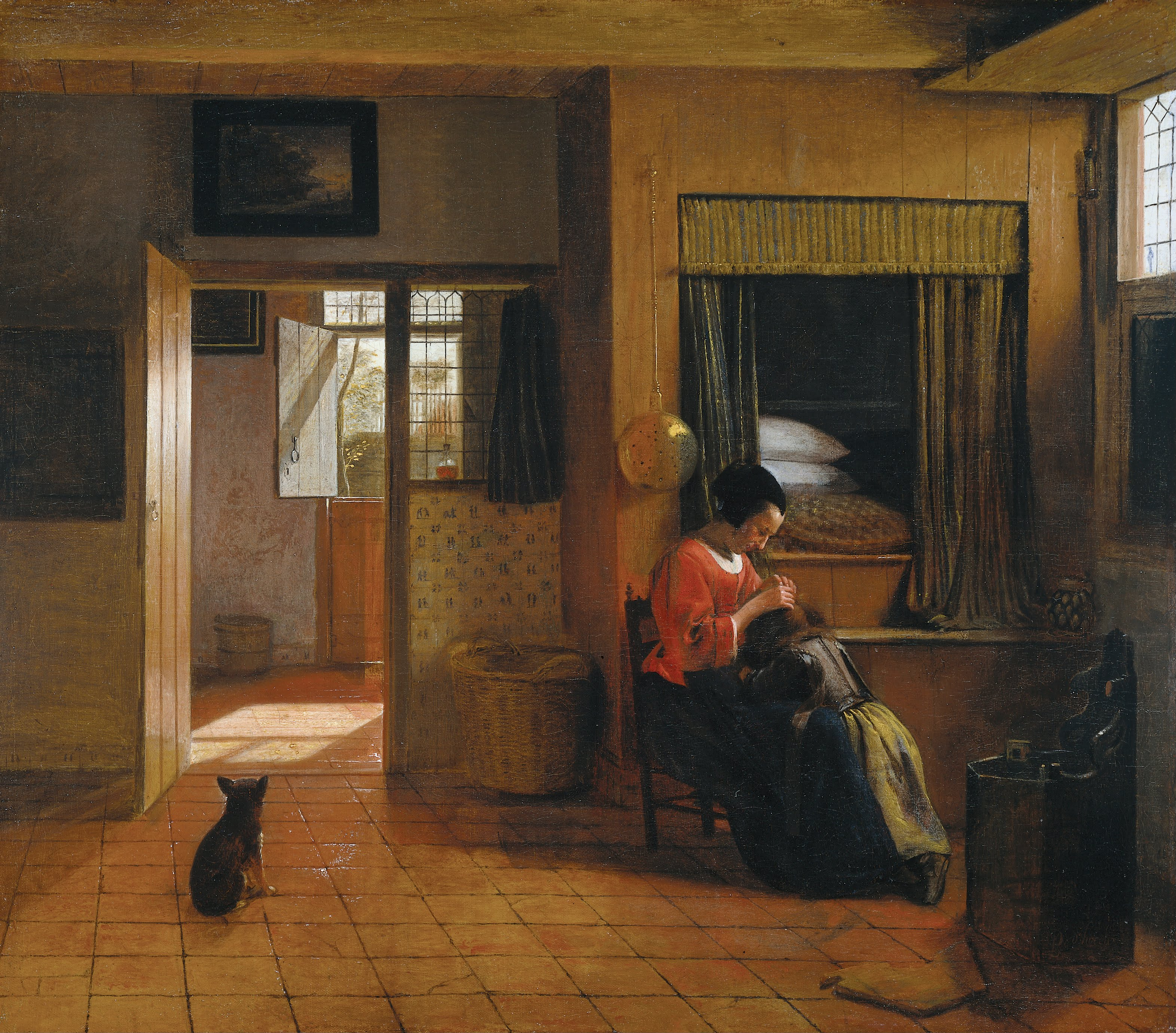
Pieter de Hooch: Interieur mit Bettpfanne, um 1660. Rijksmuseum Amsterdam

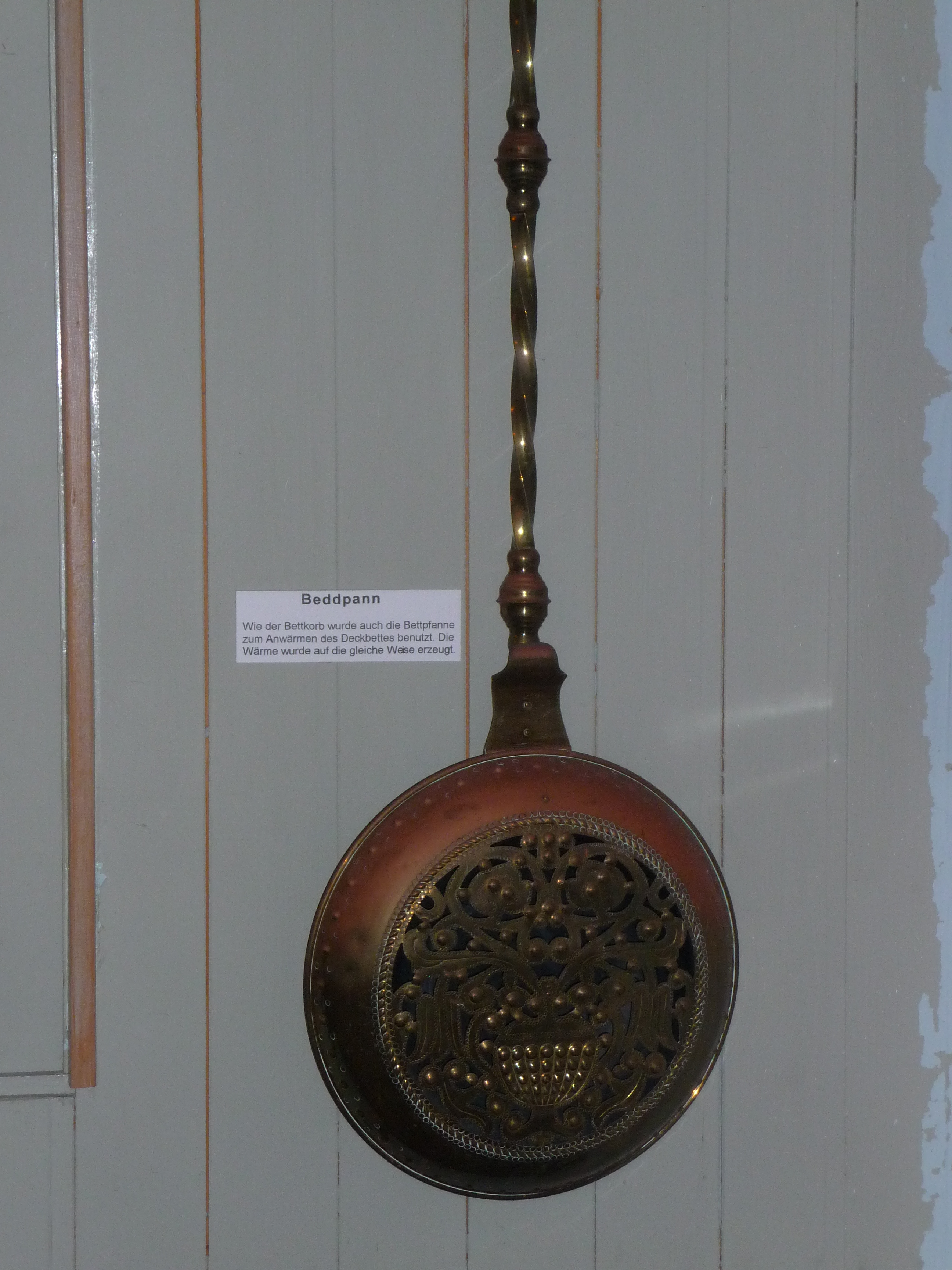
Bettpfanne, ehemaliges Küstenmuseum Juist

Der Bettwärmer in Form einer mit glühenden Holzkohlen bestückten gedeckelten Bettpfanne diente in der Frühen Neuzeit in Europa dem Wärmen der Schlafstätte. Im 19. Jahrhundert wurde er von der mit heißem Wasser gefüllten Wärmflasche abgelöst. Am 11. November 1808 wurde einem in Paris lebenden, deutschstämmigen Kupferschmied namens „Schulders“ das erste Patent auf einen Bettwärmer erteilt.

## Form und Funktion
Die Bettpfanne hat die Form einer flachen, runden, meist mit einem durchbrochenen Klappdeckel versehenen Schale von ca. 30–40 cm Durchmesser mit langem Holzstiel. Unter den Kissen hin- und hergeschoben erwärmte sie vor dem Schlafengehen die Betten in den ungeheizten Schlafräumen der vorindustriellen Zeit.
Der Klappdeckel ist vor allem in Norddeutschland meist aus Messing, im Süden eher aus Kupfer. Das Becken darunter kann auch aus Eisen gefertigt sein. Es weist in Süddeutschland eine steilere Wandung als im Norden auf. Die Deckelverzierungen mit ihren Blütenmotiven waren um 1700 oft plastisch ausgearbeitet, wurden dann flacher, einfacher, nur noch graviert.
Niederländische Genrebilder zeigen die Bettpfanne manchmal neben dem Bett aufgehängt als Zimmerschmuck. Aus dieser Aufbewahrungsform dürfte sich die demonstrativ aufwändige Verzierung der Schauseite erklären.

## Geschichte und Verbreitung
Die Entstehung der Bettpfanne vermutet man in Frankreich, jedenfalls bezeugen dort mehrere Schriftquellen des 16. Jahrhunderts deren Gebrauch am königlichen Hof.
In der Folge war sie vor allem in den nördlichen Ländern Europas zwischen Lothringen und Niederdeutschland verbreitet. Die ältesten materiell erhaltenen Beispiele sind aus dem 17. Jahrhundert überliefert, die meisten stammen aus dem 18. Jahrhundert. Sie wurden von Handwerkern angeboten, die als Beckenschläger oder Kupferschmiede zünftig organisiert waren. Waren die Deckelverzierungen mit ihren Blütenmotiven um 1700 oft noch plastisch ausgearbeitet, wurden sie dann flacher, einfacher, oft nur noch graviert. Für die Ablösung der Bettpfanne durch die Wärmflasche wurde für Frankreich die Zeit um 1770 genannt und in diesem Zusammenhang englischer Einfluss geltend gemacht. In deutschen bürgerlichen Haushalten dauerte es vermutlich länger. Im ländlichen Raum überlebte die Bettpfanne am längsten, daher findet man sie heute in den volkskundlichen Abteilungen der Museen als Zeugnis bäuerlichen Hausrats. Die im Antiquitätenhandel angebotenen Stücke sind häufig Fälschungen aus jüngster Produktion.